# Marco Tulio Maristany
Marco Tulio Maristany Gómez (* 25. April 1916 in Valencia; † 28. Mai 1984) war ein venezolanischer Sänger.

## Leben und Wirken
Maristany studierte von 1922 bis 1927 in New York. Er tourte als Mitglied des Trios Los Cantores de Trópico durch große Teile Lateinamerikas und trat u. a. mit den Orchestern Luis Alfonzo Larrains, Efraín Orozcos, Ángel Sauces, Ulises Acostas, Billo Frómetas und Aldemaro Romeros auf. Von 1953 bis 1964 leitete er bei Radio Caracas Radio das Programm Canciones Bajo las Estrellas. Im Fernsehen hatte er Auftritte in den Programmen Renny Ottolinas, Víctor Saumes, Francisco Amado Pernías, Henry Altuves Winston Vallenilla Carreyós, Gilberto Correas und anderer. Er wurde u. a. mit dem Orden Mérito en el Trabajo Erster Klasse, dem Orden Francisco de Miranda Zweiter Klasse, dem Orden Guaicaipuro in Gold und dem Orden Vicente Emilio Sojo Erster Klasse ausgezeichnet.